# Final Fantasy
Final Fantasy là một dòng trò chơi điện tử nhập vai khoa học kỳ ảo và thương hiệu truyền thông của Nhật Bản do Sakaguchi Hironobu tạo ra. Loạt trò chơi được phát triển và thuộc sở hữu của Square Enix (trước đây là Square). Thể loại chính của dòng game Final Fantasy là trò chơi nhập vai (RPG – Role Playing Game). Trò chơi đầu tiên của dòng này được ra mắt vào năm 1987 và tính đến thời điểm hiện tại có tổng cộng 15 bản chính được phát hành. Series Final Fantasy đã chuyển hướng sang nhiều thể loại khác nhau như chiến thuật, hành động nhập vai, nhập vai trực tuyến nhiều người chơi (MMORPG), đua xe, bắn súng góc nhìn người thứ ba, đối kháng, trò chơi âm nhạc và cũng rẽ nhánh sang nhiều phương tiện truyền thông đại chúng khác bao gồm phim CGI, anime, manga và cả tiểu thuyết. Final Fantasy là một trong những thương hiệu truyền thông có doanh thu cao nhất mọi thời đại, thu về tổng cộng 11,5 tỷ đô la Mỹ tính đến năm 2020.
Mỗi phần của Final Fantasy là một cốt truyện độc lập, không có mối liên hệ gì giữa các phần với nhau. Bối cảnh, cốt truyện và nhân vật trong từng phần là khác nhau nhưng vẫn có sự liên kết bởi các yếu tố lặp đi lặp lại như game mechanic và tên nhân vật. Yếu tố cốt truyện của Final Fantasy không chỉ tập trung xoay quanh một nhóm anh hùng chiến đấu với cái ác mà còn khám phá khía cạnh nội tâm và mối quan hệ giữa các nhân vật. Tên của nhân vật thường bắt nguồn từ lịch sử, ngôn ngữ, văn hóa đại chúng và thần thoại của nhiều nền văn hóa trên toàn thế giới. Hệ thống chiến đấu và bản đồ của mỗi phần game đều có những sự tương đồng nhất định.
Series Final Fantasy thành công cả về mặt phê bình lẫn thương mại, bán được hơn 154,5 triệu bản trên toàn thế giới, trở thành một trong những loạt trò chơi điện tử bán chạy nhất mọi thời đại. Loạt trò chơi cũng được biết đến nhiều bởi sự đổi mới, hình ảnh và âm nhạc, chẳng hạn như video chuyển động đầy đủ (Full-motion Videos – FMV), thiết kế tạo hình nhân vật photorealistic và âm nhạc của Uematsu Nobuo. Dòng trò chơi đã phổ biến nhiều tính năng của trò chơi nhập vai hiện tại cũng như truyền bá rộng rãi thể loại này ra các thị trường ngoài Nhật Bản.

## Phương tiện truyền thông

### Trò chơi
Tác phẩm đầu tiên của dòng trò chơi Final Fantasy phát hành tại Nhật Bản vào ngày 18 tháng 12 năm 1987. Các phần game tiếp theo đều đánh số và có cốt truyện không liên quan gì tới phần trước nên số của tác phẩm đề cập tới số tập hơn là ám chỉ đến phần tiếp theo. Nhiều phần Final Fantasy đã được bản địa hóa ở những thị trường như Bắc Mỹ, Châu Âu và Úc trên nhiều nền tảng khác nhau bao gồm máy chơi game console, máy tính cá nhân (PC) và điện thoại di động. Các phần sau này của loạt cũng xuất hiện trên các hệ máy console thế hệ thứ bảy và thế hệ thứ tám. Tính đến tháng 11 năm 2016, series bao gồm các phần chính từ Final Fantasy I đến Final Fantasy XV cũng như các phần tiếp theo và spin-off từ game chính. Cả phần kế và spin-off đều được phát hành và xác nhận là đang trong quá trình phát triển. Các game cũ hầu hết đều được làm lại hoặc tái phát hành trên nhiều nền tảng khác.

#### Loạt trò chơi chính
| 1987 | Final Fantasy      |
| 1988 | Final Fantasy II   |
| 1989 |                    |
| 1990 | Final Fantasy III  |
| 1991 | Final Fantasy IV   |
| 1992 | Final Fantasy V    |
| 1993 |                    |
| 1994 | Final Fantasy VI   |
| 1995 |                    |
| 1996 |                    |
| 1997 | Final Fantasy VII  |
| 1998 |                    |
| 1999 | Final Fantasy VIII |
| 2000 | Final Fantasy IX   |
| 2001 | Final Fantasy X    |
| 2002 | Final Fantasy XI   |
| 2003 |                    |
| 2004 |                    |
| 2005 |                    |
| 2006 | Final Fantasy XII  |
| 2007 |                    |
| 2008 |                    |
| 2009 | Final Fantasy XIII |
| 2010 |                    |
| 2011 |                    |
| 2012 |                    |
| 2013 | Final Fantasy XIV  |
| 2014 |                    |
| 2015 |                    |
| 2016 | Final Fantasy XV   |
| 2017 |                    |
| 2018 |                    |
| 2019 |                    |
| 2020 |                    |
| 2021 |                    |
| 2022 |                    |
| 2023 | Final Fantasy XVI  |

Ba phần Final Fantasy đầu tiên phát hành trên nền tảng Nintendo Entertainment System (NES). Final Fantasy I phát hành ở Nhật Bản vào năm 1987 và tại Bắc Mỹ vào năm 1990. Nó giới thiệu đến thể loại game nhập vai console nhiều khái niệm và đã được làm lại trên một số nền tảng. Final Fantasy II phát hành vào năm 1988 ở Nhật Bản và có gộp chung với Final Fantasy I trong nhiều phiên bản tái phát hành. Trò chơi NES cuối cùng Final Fantasy III phát hành tại Nhật Bản vào năm 1990. Tuy nhiên, trò chơi đã không được phát hành bên ngoài Nhật Bản cho tới khi bản làm lại Nintendo DS ra đời vào năm 2006.
Hệ máy Super Nintendo Entertainment System (SNES) cũng có ba phần của series chính, tất cả các phần đều đã được phát hành lại trên một số nền tảng. Final Fantasy IV phát hành lần đầu vào năm 1991. Phiên bản Bắc Mỹ của trò chơi có tiêu đề là Final Fantasy II. Nó đã giới thiệu hệ thống "Active Time Battle". Final Fantasy V phát hành vào năm 1992 ở Nhật Bản là tác phẩm đầu tiên của series có phần tiếp theo: một chương trình anime ngắn tập với tên gọi Final Fantasy: Legend of the Crystals. Final Fantasy VI phát hành tại Nhật Bản vào năm 1994 và có tiêu đề là Final Fantasy III ở Bắc Mỹ.
Hệ máy chơi game console PlayStation chứng kiến sự phát hành của ba game Final Fantasy chính. Final Fantasy VII (1997) chuyển từ đồ họa máy tính 2D sử dụng trong sáu tác phẩm đầu tiên thành đồ họa máy tính 3D. Trò chơi có các nhân vật thiết kế theo kiểu đa giác (polygonal) trên nền kết xuất trước (pre-rendering). Nó cũng giới thiệu bối cảnh hiện đại hơn, một phong cách vẫn còn ảnh hưởng đến phần tiếp theo. Nó cũng là game thứ hai của series được phát hành ở châu Âu khi sản phẩm đầu tiên là Final Fantasy Mystic Quest. Final Fantasy VIII phát hành vào năm 1999 và là phần đầu tiên thiết kế nhân vật có ngoại hình cân đối một cách đồng nhất và có đoạn hát lời làm nhạc chủ đề. Final Fantasy IX phát hành năm 2000 đã trở về chủ điểm gốc của loạt trò chơi khi tái thiết lập bối cảnh Final Fantasy truyền thống thay vì bối cảnh hiện đại trong Final Fantasy VII và VIII.
Ba phần chính cũng như trò chơi trực tuyến đã phát hành cho hệ máy PlayStation 2 (PS2). Final Fantasy X (2001) giới thiệu khu vực 3D đầy đủ và là tác phẩm đầu tiên của loạt có lồng tiếng và cũng là game đầu tiên có phần phụ tiếp nối (Final Fantasy X-2, xuất bản năm 2003). Final Fantasy XI là trò chơi nhập vai trực tuyến nhiều người chơi đầu tiên (MMORPG) của series phát hành cho hệ máy PS2 và máy tính cá nhân vào năm 2002, và sau này là Xbox 360. Nó đưa vào cơ chế trận chiến thời gian thực thay vì đụng độ ngẫu nhiên. Final Fantasy XII phát hành vào năm 2006 cũng tích hợp yếu tố trận chiến thời gian thực trong các khu vực lớn có liên kết với nhau. Tác phẩm cũng là phần đầu tiên trong loạt chính tận dụng thế giới của các game trước kia, cụ thể là vùng đất giả tưởng Ivalice từng xuất hiện trong Final Fantasy Tactics và Vagrant Story.
Vào năm 2009, Final Fantasy XIII phát hành ở Nhật Bản và ở Bắc Mỹ lẫn châu Âu vào năm sau cho hệ máy PlayStation 3 và Xbox 360. Nó là lá cờ đầu của loạt trò chơi Fabula Nova Crystallis Final Fantasy và trở thành game chính đầu tiên ra mắt hai phần phụ nối tiếp (XIII-2 và Lightning Returns). Nó cũng là phần đầu tiên phát hành bằng tiếng Trung và có độ nét cao cùng với việc được phát hành trên hai hệ máy chơi game console cùng một lúc. Game nhập vai trực tuyến Final Fantasy XIV phát hành cho nền tảng Microsoft Windows trên toàn thế giới vào năm 2010 nhưng bị chỉ trích nặng nề, buộc Square Enix phải phát hành trò chơi với tiêu đề Final Fantasy XIV: A Realm Reborn cho hệ máy PlayStation 3 vào năm 2013. Final Fantasy XV là trò chơi nhập vai hành động phát hành cho hệ máy PlayStation 4 và Xbox 360 vào năm 2016. Xuất phát điểm là spin-off của phần XIII dưới tên gọi Versus XIII, Final Fantasy XV sử dụng mythos của series Fabula Nova Crystallis. Dù vậy, theo các nhà phát triển thì trò chơi xét về nhiều khía cạnh khác vẫn có vị thế riêng của nó và khác biệt nhiều so với phần còn lại của loạt trò chơi. Sản phẩm thứ mười sáu của dòng chính, Final Fantasy XVI, đã được phát hành vào năm 2023 cho hệ máy PlayStation 5.

#### Phiên bản làm lại, phần tiếp theo và spin-off
Final Fantasy đã sản xuất nhiều spin-off và metaseries. Một trong số đó thật ra không phải là trò chơi Final Fantasy nhưng thay đổi thương hiệu để phát hành ở Bắc Mỹ. Chẳng hạn như loạt trò chơi SaGa đổi tên thành The Final Fantasy Legend với hai phần kế tiếp là Final Fantasy Legend II và Final Fantasy Legend III. Final Fantasy Mystic Quest được phát triển đặc biệt cho công chúng Hoa Kỳ và Final Fantasy Tactics là game nhập vai chiến lược có nhiều mối liên hệ và chủ đề có thể tìm thấy trong series. Loạt spin-off Chocobo, chuỗi Final Fantasy Crystal Chronicles và dòng trò chơi Kingdom Hearts cũng bao gồm nhiều yếu tố của Final Fantasy. Vào năm 2003, phần phụ nối tiếp đầu tiên của series Final Fantasy là Final Fantasy X-2 được phát hành. Final Fantasy XIII dự định ban đầu là giữ nguyên hiện trạng nhưng nhóm phát triển muốn khai thác nhiều hơn nữa thế giới, nhân vật và mythos của game. Kết quả là trò chơi đã lần lượt phát triển và phát hành hai phần tiếp theo vào năm 2011 và 2013, tạo ra bộ ba chính thức đầu tiên của dòng trò chơi. Dissidia Final Fantasy phát hành vào năm 2009 là trò chơi đối kháng có sự hiện diện của anh hùng và kẻ ác đến từ mười phần đầu tiên của loạt chính. Sản phẩm nối tiếp là phần tiền truyện ra mắt vào năm 2011. Các spin-off khác đã phát hành dưới dạng series phụ — Tổng hợp trò chơi Final Fantasy VII, Ivalice Alliance, và Fabula Nova Crystallis Final Fantasy. Bản làm lại nâng cao của Final Fantasy III và Final Fantasy IV cũng lần lượt phát hành vào năm 2006 và 2007. Final Fantasy VII Remake phát hành trên PlayStation 4 vào năm 2020. Final Fantasy VII Rebirth được trình làng trên PlayStation 5 vào năm 2024.

### Phương tiện truyền thông khác

#### Phim và truyền hình
| 1994 | Final Fantasy: Legend of the Crystals      |
| 1995 |                                            |
| 1996 |                                            |
| 1997 |                                            |
| 1998 |                                            |
| 1999 |                                            |
| 2000 |                                            |
| 2001 | Final Fantasy: The Spirits Within          |
| 2001 | Final Fantasy: Unlimited                   |
| 2002 |                                            |
| 2003 |                                            |
| 2004 |                                            |
| 2005 | Final Fantasy VII: Advent Children         |
| 2005 | Last Order: Final Fantasy VII              |
| 2006 |                                            |
| 2007 |                                            |
| 2008 |                                            |
| 2009 |                                            |
| 2010 |                                            |
| 2011 |                                            |
| 2012 |                                            |
| 2013 |                                            |
| 2014 |                                            |
| 2015 |                                            |
| 2016 | Kingsglaive: Final Fantasy XV              |
| 2016 | Brotherhood: Final Fantasy XV              |
| 2017 | Final Fantasy XIV: Dad of Light            |
| 2018 |                                            |
| 2019 | Final Fantasy XV: Episode Ardyn – Prologue |

Square Enix đã mở rộng series Final Fantasy sang nhiều loại phương tiện truyền thông khác nhau. Nhiều anime và phim CGI đã được sản xuất dựa trên từng game Final Fantasy riêng lẻ hoặc toàn bộ series. Tác phẩm đầu tiên là OVA Final Fantasy: Legend of the Crystals, phần tiếp theo của Final Fantasy V. Cốt truyện lấy bối cảnh ở một thế giới tương tự trong trò chơi với mốc thời gian là tương lai 200 năm. Nó phát hành thành bốn tập 30 phút, lần đầu ở Nhật Bản vào năm 1994 và sau này ở Hoa Kỳ bởi Urban Vision vào năm 1998. Năm 2001, Square Pictures đã phát hành phim dài đầu tiên với tựa đề Final Fantasy: The Spirits Within. Bộ phim lấy bối cảnh Trái Đất tương lai bị xâm chiếm bởi các dạng sự sống ngoài hành tinh. Spirit Withins là phim hoạt hình đầu tiên có nỗ lực khắc họa con người CGI theo phong cách photorealistic nhưng bị coi là bom xịt phòng vé và nhận nhiều ý kiến trái chiều.
Chương trình truyền hình dài 25 tập Final Fantasy Unlimited phát hành vào năm 2001 dựa trên các yếu tố thường gặp của dòng trò chơi Final Fantasy. Nó phát sóng ở Nhật Bản trên đài TV Tokyo và phát hành tới Bắc Mỹ bởi ADV Films.
Năm 2005, bộ phim CGI băng đĩa thời lượng dài Final Fantasy VII: Advent Children và OVA non-canon Last Order: Final Fantasy VII đã phát hành như một phần của Tổng hợp trò chơi Final Fantasy VII. Advent Children được diễn hoạt bởi Visual Works, một xưởng phim hoạt hình từng giúp cho công ty tạo ra các đoạn CG cho game. Trái ngược với thất bại của Spirit Within, Advent Children là bộ phim thành công về mặt thương mại. Mặt khác, Last Order phát hành tại Nhật Bản trong một gói DVD đặc biệt kèm với Advent Children. Last Order bán rất chạy và các nhà phê bình phương Tây đón nhận nó một cách tích cực, mặc dù phản ứng của người hâm mộ thì lại mang tính trái chiều vì những cảnh phim bị thay đổi khác với cốt truyện vốn được xác lập ngay từ đầu.
Hai phim hoạt hình có liên kết với Final Fantasy XV được công bố tại sự kiện dành cho người hâm mộ và thông cáo báo chí Uncovered Final Fantasy XV. Chúng là một phần của dự án đa phương tiện lớn hơn có tên là Final Fantasy XV Universe. Brotherhood: Final Fantasy XV là một loạt phim gồm năm tập dài từ 10 đến 20 phút do A-1 Pictures và Square Enix phát triển, kể chi tiết về backstory của dàn nhân vật chính. Kingsglaive: Final Fantasy XV là một bộ phim điện ảnh CGI được chuẩn bị để phát hành trước trò chơi vào mùa hè 2016, xuất hiện trong phần mở màn của game và theo chân dàn nhân vật phụ mới. Vào ngày 26 tháng 2 năm 2019, Square Enix phát hành bộ anime ngắn do Satelight Inc sản xuất với tựa đề Final Fantasy XV: Episode Ardyn – Prologue trên kênh Youtube của họ. Bộ phim đóng vai trò là backstory cho phần DLC (nội dung tải về) cuối cùng của Final Fantasy XV cung cấp thông tin chi tiết về quá khứ của Ardyn.
Square Enix cũng phát hành Final Fantasy XIV: Dad of Light, một bộ opera xà phòng Nhật Bản dài tám tập. Nó có sự kết hợp giữa các cảnh phim người đóng và footage lối chơi của Final Fantasy XIV. Phim công chiếu lần đầu tại Nhật Bản vào tháng 4 năm 2017 và phát hành trên toàn thế giới thông qua Netflix vào tháng 9 cùng năm.
Có một thông báo vào tháng 6 năm 2019 rằng Sony Pictures Television đang thực hiện chuyển thể phim người đóng đầu tiên của series cùng với Square Enix và Hivermind. Jason F. Brown, Sean Daniel và Dinesh Shamdasani bên phía Hivermind sẽ là nhà sản xuất trong khi Ben Lustig và Jake Thornton sẽ viết kịch bản cho loạt phim và đóng vai trò là người điều hành sản xuất.

#### Phương tiện khác
Một số phần đã được chuyển thể hoặc có spin-off dưới dạng manga và tiểu thuyết. Tác phẩm đầu tiên được tiểu thuyết hóa là Final Fantasy II vào năm 1989, và theo sau là một manga chuyển thể của Final Fantasy III vào  năm 1992. Thập kỉ vừa qua chứng kiến sự tăng lên về số lượng của những chuyển thể không phải video game và spin-off. Final Fantasy: The Spirits Within được chuyển thể thành tiểu thuyết. Trò chơi spin-off Final Fantasy Crystal Chronicles cũng được chuyển thể thành manga và Final Fantasy XI đã có một tiểu thuyết và manga lấy bối cảnh nối tiếp chính nó. Chuỗi bảy tiểu thuyết ngắn On the Way to a Smile dựa trên vũ trụ Final Fantasy VII cũng được phát hành. Cốt truyện Final Fantasy: Unlimited đã tiếp tục thêm một chút dưới dạng tiểu thuyết và manga sau khi loạt anime kết thúc. Series Final Fantasy X và Final Fantasy XIII cũng phát hành tiểu thuyết ngắn và audio drama. Hai phần Final Fantasy Tactics Advance và Final Fantasy: Unlimited đã được chuyển thể thành audio drama.
Trò chơi sưu tập thẻ bài có tên Final Fantasy trading card game do Square Enix và Hobby Japan phát triển, phát hành lần đầu tại Nhật Bản vào năm 2012 cùng với phiên bản tiếng Anh vào năm 2016. Sản phẩm được so sánh với Magic: the Gathering và các giải đấu cho trò chơi cũng được tổ chức.

## Các yếu tố thường gặp

Logo của series Final Fantasy

Mặc dù hầu hết các phần Final Fantasy đều độc lập nhưng nhiều yếu tố lối chơi vẫn tái diễn xuyên suốt loạt trò chơi.  Hầu hết các phần đều hàm chứa yếu tố kỳ ảo và khoa học viễn tưởng với tên gọi lấy cảm hứng từ lịch sử, ngôn ngữ và thần thoại của các nền văn hóa khác nhau, bao gồm châu Á, châu Âu và Trung Đông. Vũ khí có tên như Excalibur và Masamune lần lượt bắt nguồn từ truyền thuyết vua Arthur và thợ rèn kiếm nổi tiếng người Nhật Bản thời cổ đại Masamune. Thần chú như Holy, Meteor và Ultima cũng khơi nguồn từ những cảm hứng đó. Kể từ Final Fantasy IV, dòng chính đã áp dụng phong cách logo hiện tại có cùng kiểu chữ và biểu tượng do nghệ sĩ Nhật Bản Amano Yoshitaka thiết kế. Biểu tượng của logo có liên quan đến cốt truyện game và thường thể hiện một nhân vật hoặc đối tượng trong cốt truyện đó. Các bản làm lại tiếp theo của ba phần đầu tiên đều thay thế biểu tượng trước đó bằng biểu tượng tương tự như phần còn lại của series.

### Cốt truyện và chủ đề
Xung đột cần phải giải quyết trong nhiều game Final Fantasy tập trung vào một nhóm nhân vật chiến đấu chống lại cái ác. Nhân vật phản diện thỉnh thoảng là quái vật có nguồn gốc từ thời cổ đại thống trị thế giới trong trò chơi. Cốt truyện của game thường xoay quanh quốc gia có chủ quyền giữa cuộc khởi nghĩa. Nhân vật chính là người tham gia vào cuộc khởi nghĩa đó. Anh hùng thường là chiến binh được chọn để đánh bại cái ác và đôi khi tập hợp lại dưới sự sắp đặt của kẻ phản diện. Một yếu tố quan trọng khác của loạt trò chơi là sự tồn tại của hai nhân vật phản diện. Kẻ thủ ác không phải lúc nào cũng là chính hắn vì hắn có thể chỉ là nạn nhân của một nhân vật hoặc thực thể nào đó. Kẻ phản diện chính có giới thiệu ở đầu game không phải lúc nào cũng là kẻ thù cuối cùng và nhóm nhân vật buộc phải tiếp tục nhiệm vụ của họ ngoài những gì có vẻ là trận chiến cuối cùng.
Cốt truyện của series thường nhấn mạnh vào yếu tố đấu tranh nội tâm, động lực để chiến đấu và bi kịch cuộc đời của nhân vật. Một số phần thỉnh thoảng cung cấp đoạn hồi tưởng quá khứ để giúp người chơi hiểu rõ hơn về họ. Game cũng thường đề cập đến mối quan hệ từ tình yêu đến đối địch giữa các nhân vật. Yếu tố thường gặp khác có vai trò thúc đẩy cốt truyện bao gồm nhân vật bị mất trí nhớ, anh hùng trở nên lạc lối vì bị thế lực xấu chi phối, nhầm lẫn danh tính và sự hy sinh quên mình vì đồng đội. Quả cầu ma thuật và tinh thể là món đồ xuất hiện thường xuyên trong nhiều phần và có mối liên quan đến chủ đề của cốt truyện. Tinh thể thường đóng vai trò trung tâm trong việc tạo ra thế giới và phần lớn game Final Fantasy đều gán tinh thể với quả cầu như nguồn sinh lực của hành tinh. Do đó, việc tranh chấp quyền kiểm soát những viên tinh thể này thường là nguyên nhân xảy ra xung đột. Các chủ đề bối cảnh và cốt truyện thường gặp khác bao gồm giả thuyết Gaia, ngày tận thế và mâu thuẫn giữa công nghệ hiện đại với môi trường tự nhiên.

### Nhân vật
Loạt trò chơi có một số khuôn mẫu nhân vật lặp đi lặp lại. Nhân vật tái diễn nổi tiếng nhất trong mọi phần kể từ Final Fantasy II (tính cả các phiên bản làm lại của Final Fantasy I) là Cid. Ngoại hình, tính cách, mục tiêu và vai trò của Cid trong suốt series (nhân vật đồng minh NPC, thành viên trong nhóm, nhân vật phản diện) có sự đa dạng đáng kể. Tuy nhiên, mọi Cid đều có hai đặc điểm chung: là nhà khoa học hoặc kỹ sư và có mối liên hệ với tàu bay mà nhóm nhân vật có được trong game. Mỗi Cid đều có ít nhất một trong hai đặc điểm này.
Nhân vật Biggs và Wedge lấy cảm hứng từ hai nhân vật cùng tên trong Chiến tranh giữa các vì sao. Họ xuất hiện trong nhiều game với tư cách là các nhân vật phụ và đôi khi có mục đích khôi hài. Những tác phẩm về sau của series đều có một số nhân vật nam với tính cách mềm yếu. Sinh vật xuất hiện trong nhiều phần bao gồm Chocobo và Moogle. Chocobo là loài chim lớn có hình thể giống một con đà điểu, thường không biết bay, đóng vai trò như một phương tiện di chuyển đường dài cho các nhân vật. Còn Moogle là những sinh vật màu trắng, mập mạp giống như gấu bông có đôi cánh và một chiếc ăng-ten trên đầu. Chúng thực hiện nhiều vai trò khác nhau bao gồm chuyển phát thư, thợ rèn vũ khí, nhân vật người chơi trong nhóm và lưu trò chơi. Sự xuất hiện của Chocobo và Moogle thường đi kèm với các bài nhạc chủ đề cụ thể được chuyển soạn soạn khác nhau cho từng game. Final Fantasy cũng nổi tiếng với những con quái vật và sinh vật đặc trưng của nó.

### Lối chơi
Trong game Final Fantasy, người chơi điều khiển một nhóm nhân vật thực hiện các nhiệm vụ chính, phụ, du hành khắp thế giới và đánh bại nhiều kẻ thù khác nhau để có thể khám phá cốt truyện, bản chất của thế giới trong trò chơi. Kẻ thù thường xuất hiện một cách ngẫu nhiên trong lúc di chuyển trên bản đồ thế giới hoặc trong các dungeon, cơ chế đụng độ kẻ thù này đã đã thay đổi kể từ Final Fantasy XI và Final Fantasy XII. Người chơi đưa ra các mệnh lệnh chiến đấu — như "Chiến đấu", "Phép thuật" và "Món đồ" — cho từng nhân vật thông qua giao diện điều khiển bằng menu khi tham gia vào các trận chiến. Mỗi game trong loạt trò chơi sử dụng hệ thống chiến đấu khác nhau. Trước Final Fantasy XI, trận chiến diễn ra theo lượt với nhân vật chính và phản diện ở các hướng khác nhau của chiến trường. Final Fantasy IV đã ra mắt hệ thống "Active Time Battle" (ATB) củng cố tính chất đánh theo lượt với hệ thống thời gian chạy liên tục trong trận chiến. Ito Hiroyuki là người thiết kế hệ thống này, nó mang đến sự khẩn trương và hào hứng khi chiến đấu bằng cách yêu cầu người chơi hành động trước khi kẻ thù tấn công. Hệ thống được sử dụng cho đến Final Fantasy X thì chuyển đổi thành "Conditional Turn-Based" (CTB). Hệ thống mới này quay trở lại hệ thống đánh theo lượt trước đó nhưng đã bổ sung một số thay đổi để mang đến cho người chơi nhiều thử thách hơn. Final Fantasy XI áp dụng hệ thống chiến đấu thời gian thực, nơi nhân vật liên tục hành động tùy theo mệnh lệnh được ban hành. Final Fantasy XII tiếp tục phát triển lối chơi này với hệ thống "Active Dimension Battle". Hệ thống chiến đấu của Final Fantasy XIII được thiết kế bởi cùng một người đã thiết kế cho Final Fantasy X, nhằm mang lại cảm giác hành động, mô phỏng các trận chiến như phim điện ảnh trong Final Fantasy VII: Advent Children. Phần mới nhất của loạt trò chơi điện tử, Final Fantasy XV, giới thiệu hệ thống "Open Combat" mới. Không giống như các hệ thống chiến đấu trước đó của dòng trò chơi, hệ thống "Open Combat" (OCS) cho phép người chơi thực hiện một chuỗi chiến đấu hoàn toàn chủ động, cho phép tấn công và di chuyển trong phạm vi tự do, mang lại cảm giác chiến đấu trôi chảy hơn nhiều. Hệ thống này cũng tích hợp Tùy chọn "Chiến thuật" trong trận chiến, cho phép tạm dừng trận chiến đang hoạt động để có thể sử dụng món đồ.
Giống như hầu hết trò chơi nhập vai, các phần Final Fantasy sử dụng hệ thống cấp độ kinh nghiệm để thăng cấp nhân vật, trong đó điểm kinh nghiệm được tích lũy bằng cách tiêu diệt kẻ thù. Lớp nhân vật với nghề nghiệp cụ thể cho phép nhân vật có những khả năng độc đáo cũng là một yếu tố thường gặp khác. Kể từ khi được giới thiệu trong game đầu tiên thì mỗi phần sau này đều có cách sử dụng hệ thống lớp nhân vật khác nhau. Một số game thì cố định nhân vật vào một nghề nghiệp duy nhất để phù hợp với tính chất của cốt truyện. Một số khác thì có hệ thống nghề nghiệp linh động cho phép người chơi chọn nhiều lớp nhân vật và chuyển đổi liên tục trong suốt trò chơi. Hệ thống nghề nghiệp dù được sử dụng nhiều trong nhiều phần nhưng dần trở nên ít phổ biến vì nhân vật có sự linh hoạt hơn. Nhiều nhân vật còn theo một khuôn mẫu nhưng vẫn có thể học kỹ năng bên ngoài lớp của họ.
Phép thuật là một yếu tố game nhập vai phổ biến khác trong loạt trò chơi. Cách mà nhân vật học được phép thuật là khác nhau trong từng phần nhưng phép thuật nhìn chung đều phân loại theo màu sắc: "Phép thuật trắng" là loại phép thuật hỗ trợ đồng đội, "Phép thuật đen" thiên về gây thiệt hại cho kẻ thù hoặc đồng đội, "Phép thuật đỏ" là sự kết hợp của phép thuật trắng và đen, "Phép thuật xanh lam" bắt chước các đòn tấn công của kẻ thù và "Phép thuật xanh lục" tập trung vào việc áp dụng các hiệu ứng trạng thái cho đồng minh hoặc kẻ thù. Các loại ma thuật thường gặp khác bao gồm "Phép thuật thời gian" tập trung vào các chủ đề về thời gian, không gian, lực hấp dẫn và "Phép thuật triệu hồi" có thể gọi lên những sinh vật huyền thoại để hỗ trợ trong trận chiến và là một tính năng đã tồn tại kể từ Final Fantasy III. Sinh vật được triệu hồi thường được gọi bằng những cái tên như "Esper" hoặc "Eidolon" và lấy cảm hứng từ thần thoại từ văn hóa Ả Rập, Hindu, Bắc Âu và Hy Lạp.
Các phương tiện giao thông khác nhau đã xuất hiện trong loạt trò chơi. Phổ biến nhất là tàu bay để di chuyển đường dài cùng với chocobo để di chuyển quãng đường ngắn. Những loại khác bao gồm thuyền biển và thuyền cạn. Kể từ sau Final Fantasy VII, các thiết kế phương tiện hiện đại và tương lai hơn cũng đưa vào.

### Nguồn gốc

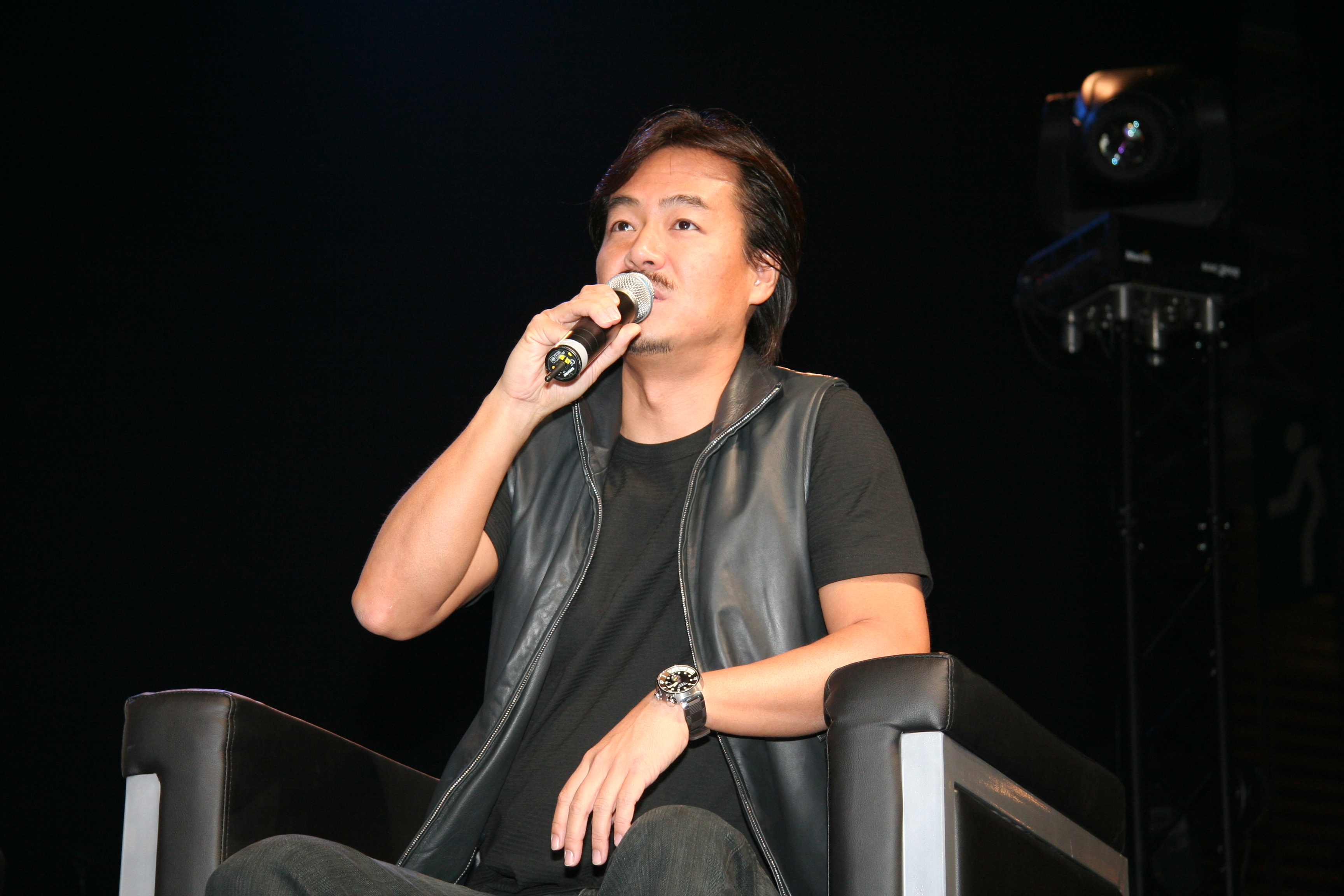
Sakaguchi Hironobu, nhà sáng tạo của loạt trò chơi Final Fantasy

### Thiết kế

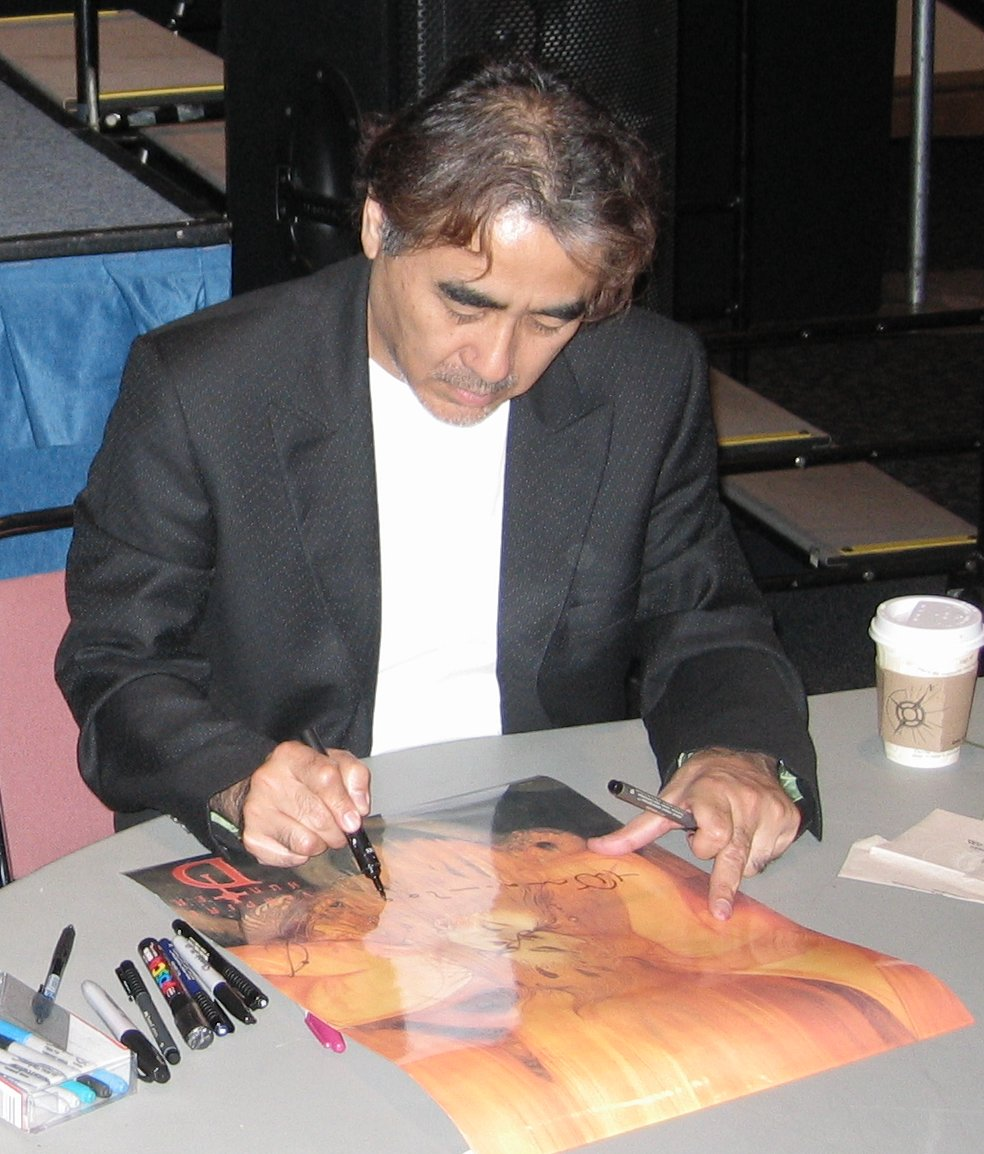
Amano Yoshitaka là người thiết kế toàn bộ logo cho loạt trò chơi

### Đồ họa và kỹ thuật

Final Fantasy IX sử dụng nền kết xuất trước

### Âm nhạc

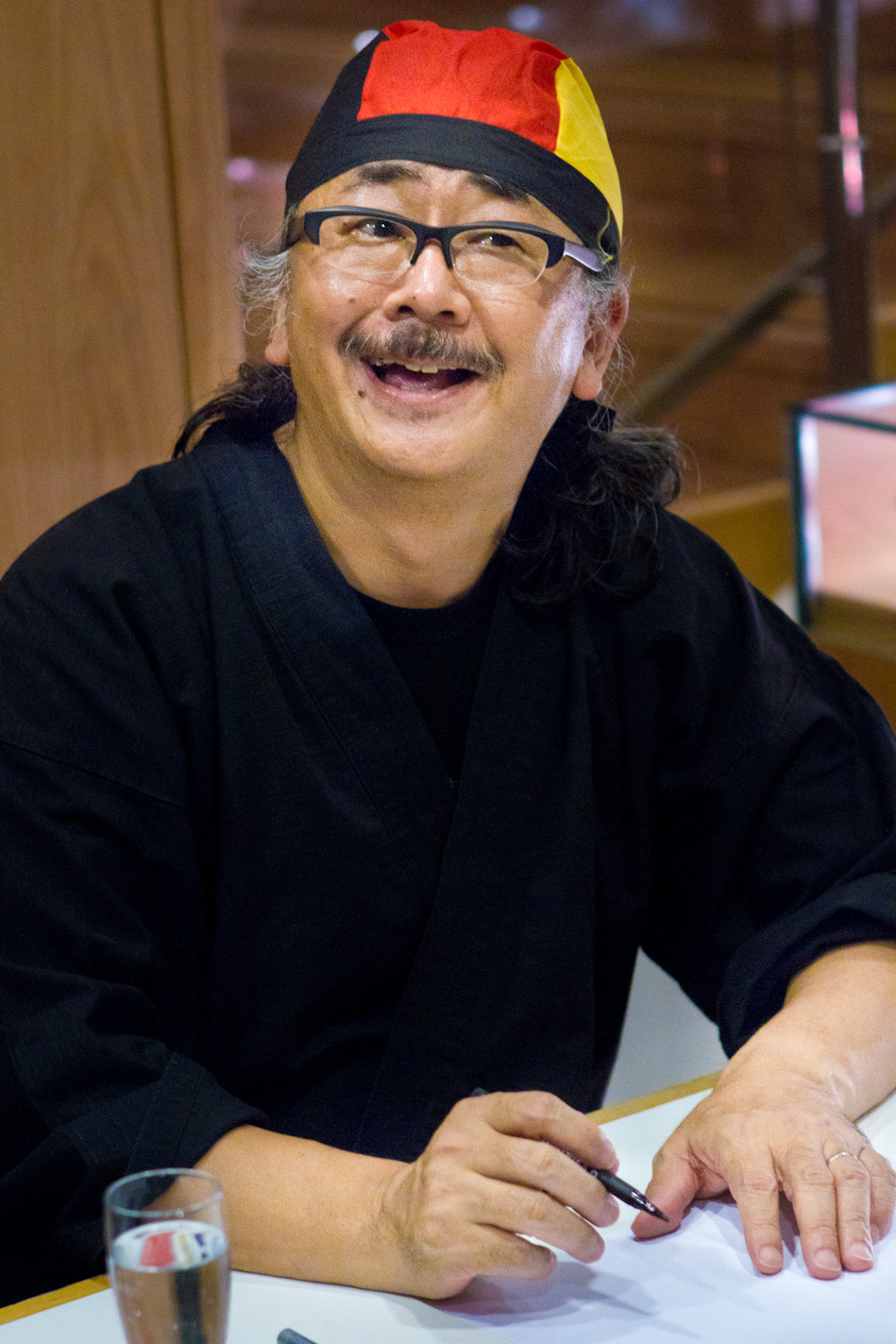
Uematsu Nobuo là nhà soạn nhạc chính của series

## Lịch sử và phát triển